# Clathria nervosa
Clathria nervosa är en svampdjursart som först beskrevs av Claude Lévi 1963.  Clathria nervosa ingår i släktet Clathria och familjen Microcionidae. Inga underarter finns listade i Catalogue of Life.